# بانک الیور
بانک الیور (انگلیسی: Alior Bank) شرکت خدمات مالی و بانکداری لهستانی است، که در سال ۲۰۰۸ تأسیس شد.